# دائرة لاسلكية مغلقة
دائرة لاسلكية مغلقة (بالإنجليزية: Wireless local loop، أو WLL)‏، في علم الاتصالات، هي عبارة عن دائرة مغلقة تستخدم فيها الموجات اللاسلكية.